# کپ هایتس (پنسیلوانیا)
کپ هایتس (به انگلیسی: Kapp Heights) یک منطقهٔ مسکونی در ایالات متحده آمریکا است که در شهرستان نورث‌آمبرلند، پنسیلوانیا واقع شده‌است. کپ هایتس ۸۶۳ نفر جمعیت دارد.